# دلال حاتم
دلال حاتم أديبة وروائية سورية وناشطة في حقوق المرأة والطفل , ولدت في دمشق عام 1931, حاصلة على إجازة في الآداب من جامعة دمشق قسم اللغة العربية منذ عام 1955. توفيت في 2 سبتمبر 2008 في دمشق.[بحاجة لمصدر]

## نشاطاتها
عملت منذ عام 1962 في وزارة الثقافة السورية في المراكز والدوائر التالية :
- محو الأمية، العلاقات العامة، الإرشاد القومي، مجلة المعرفة، مديرية المراكز الثقافية.
- تفرغت للعمل في الاتحاد العام النسائي في عام 1968 حيث ساهمت في إصدار مجلة المرأة العربية وعملت كسكرتيرة للتحرير فيها لمدة ثلاث سنوات.
- عادت إلى عملها في وزارة الثقافة عام 1970، فكُلفت بالعمل في مجلة أسامة كسكرتيرة للتحرير.
- عملت في وزارة الإعلام (وكالة سانا السورية) في عام 1975.
- تسلمت رئاسة تحرير مجلة أسامة عام 1976 وما زالت فيها حتى وفاتها.
- حصلت على جائزة المنظمة العربية للتربية والثقافة والعلوم عن قصة: حدث في يوم ربيعي عام 1984.
- ساهمت في إعداد مسلسلات إذاعية للأطفال كما قدمت مسرحيتين لمسرح العرائس في دمشق.
- عضو جمعية القصة والرواية السورية.